# 하라다 고키
하라다 고키(일본어: 原田 虹輝, 2000년 8월 6일~)는 일본의 축구 선수이다.

## 구단 경력
그는 2019년 J1리그의 가와사키 프론탈레에 입단했다. 2021년 J3리그의 가이나레 돗토리로 이적했다. 2022년부터 2023년까지 AC 나가노 파르세이루에서 뛰었다. 2024년 일본 풋볼 리그의 라인미어 아오모리로 이적했다.